# León Covarrubias
León Covarrubias y Acevedo (nacido como León María de la Concepción José Francisco Bernardo Refugio Covarrubias Acevedo, en Santiago de Querétaro, el 10 de abril de 1844-íbidem., 12 de octubre de 1878) fue un médico y político mexicano que desempeñó como gobernador de Querétaro desde el 10 de febrero hasta el 13 de marzo de 1876.

## Reseña biográfica
Nacido en la ciudad en 1844, fue descendiente de una acaudalada familia conformada por el jurisconsulto Víctor Covarrubias y Mejía, éste siendo hijo a su vez del otrora médico Ramón Covarrubias Parra; y de Guadalupe Acevedo González, hija del coronel Pedro Antonio Acevedo.
Gobernador de su estado natal del 10 de febrero al 13 de marzo de 1876, durante una de la ausencia del Gobernador Constitucional el Licenciado don Francisco Villaseñor. Diputado a la Legislatura del Estado por el Distrito de San Juan del Río.Director del Hospital Civil de Querétaro.Benefició a dicho hospital con sus bienes al hacer mejoras como la instalación de baños, la Sala de Cirugía y el Departamento de Maternidad; lo acondicionó y lo puso en condiciones higiénicas; mejoró sus salones, alimentos y medicinas.Presidente del Ayuntamiento Municipal.